# Coleocephalocereus buxbaumianus
Coleocephalocereus buxbaumianus ist eine Pflanzenart aus der Gattung Coleocephalocereus in der Familie der Kakteengewächse (Cactaceae). Das Artepitheton buxbaumianus ehrt den österreichischen Botaniker Franz Buxbaum.

## Beschreibung
Coleocephalocereus buxbaumianus wächst ausgespreizt bis aufrecht mit dunkelgrünen Trieben und erreicht bei Durchmessern von 11 Zentimetern Wuchshöhen von 2 Metern. Es sind bis 18 gekerbte Rippen vorhanden. Die 4 bis 9 gebogenen Mitteldornen sind gelb bis gelblich weiß und bis 10 Zentimeter lang. Die 9 bis 18 dünnen, biegsamen, gelben Randdornen weisen eine Länge von 1 bis 11 Zentimetern auf. Das bis 9 Zentimeter breite Cephalium besteht aus cremefarbener Wolle und bräunlichen bis 6 Zentimeter langen Borsten.
Die glockenförmigen Blüten sind grünlich weiß bis weiß, bis 7,5 Zentimeter lang und haben Durchmesser von 3 bis 4 Zentimetern. Die bläulich roten bis etwas purpurfarbenen Früchte erreichen Durchmesser von 2 Zentimeter und werden bis 3,5 Zentimeter lang.

## Systematik, Verbreitung und Gefährdung
Coleocephalocereus buxbaumianus ist in den brasilianischen Bundesstaaten Minas Gerais und Espírito Santo verbreitet.
Die Erstbeschreibung erfolgte 1974 durch Albert Frederik Hendrik Buining.
Es werden folgende Unterarten unterschieden:
- Coleocephalocereus buxbaumianus subsp. buxbaumianus
- Coleocephalocereus buxbaumianus subsp. flavisetus (F.Ritter) N.P.Taylor & Zappi

Die Unterart Coleocephalocereus buxbaumianus subsp. flavisetus wurde in der Roten Liste gefährdeter Arten der IUCN von 2002 als „Vulnerable (VU)“, d. h. gefährdet eingestuft. Im Jahr 2013 wird die Art als „Endangered (EN)“, d. h. als stark gefährdet geführt. Die beiden Unterarten wurden nicht mehr erfasst.

## Nachweise